# Stanisław Stęplewski
Stanisław Stęplewski, ps. Fred (ur. 26 stycznia 1920, zm. 21 września 1989) – polski polityk, poseł na Sejm Ustawodawczy z ramienia PPR i PZPR.

## Życiorys
Syn Stanisława. Prezes Związku Młodzieży Polskiej „Grunwald” we Francji. Od 3 maja 1945 był posłem do Krajowej Rady Narodowej. Po powrocie lipcu 1945 do Polski pełnił funkcję przewodniczącego ZW Związku Walki Młodych we Wrocławiu do czasu utworzenia Związku Młodzieży Polskiej. Początkowo był posłem bezpartyjnym, dokooptowanym na wniosek X Zjazdu Emigracji Polskiej we Francji. Następnie wstąpił do PPR. Z ramienia PPR został wybrany posłem na Sejm Ustawodawczy (1947–1952), wybrany w Okręgu Nr 37 Wrocław.
Był autorem publikacji pt. Z dziejów Związku Młodzieży Polskiej „Grunwald” we Francji, wydanej w 1963.
Zmarł 21 września 1989. Został pochowany na Cmentarzu Wojskowym na Powązkach w Warszawie (kwatera HII-5-1).

## Ordery i odznaczenia
- Krzyż Oficerski Orderu Odrodzenia Polski (19 lipca 1954)[5]
- Złoty Krzyż Zasługi (12 kwietnia 1946)[6]
- Pamiątkowy Medal z okazji 40. rocznicy powstania Krajowej Rady Narodowej (1983)[7]